# US-amerikanische Leichtathletik-Hallenmeisterschaften 2022
Die US-amerikanischen Leichtathletik-Hallenmeisterschaften 2022 (englisch 2022 USATF Indoor Championships) sollen vom 25. bis 26. Februar 2022 im neuerbauten Sportkomplex namens The Podium von Spokane im US-Bundesstaat Washington stattfinden.
Die Titelkämpfe dienen auch der Qualifikation für das US-Team bei den vom 18. bis zum 20. März geplanten Hallenweltmeisterschaften in Belgrad. 